# Очковая саламандра
Очќовая салама́ндра, или тарантолина (лат. Salamandrina terdigitata) — вид животных из рода Salamandrina отряда хвостатых земноводных.
До недавнего времени считалось, что очковая саламандра — единственный представитель рода Salamandrina.
В настоящее время к роду Salamandrina относят также вид Salamandrina perspicillata
Очковая саламандра относится к категории Least Concern (вызывающие наименьшее опасение) по классификации Комиссии по выживанию видов МСОП.

## Распространение
Очковая саламандра обитает в Апеннинских горах исключительно на территории южной Италии.

## Описание
Кожа бородавчатая, окраска тёмно-коричневая, местами почти чёрная.
На голове V-образная отметина в виде очков белого цвета, красного или жёлтого цвета.
На передних и задних лапах очковой саламандры по 4 пальца, в отличие от обычных пяти у других видов саламандр и тритонов.

## Образ жизни
Предпочитает влажные места обитания, активна ночью и в холодные дни.
При опасности поднимает хвост и лапы, демонстрируя ярко-красное брюшко в качестве устрашения.
В воде пребывает только во время кладки яиц, остальное время ведёт наземный образ жизни.
Возможно впадает в летнюю спячку в сухую погоду.
В зимний период напротив может быть активной или впадать в непродолжительную спячку.

## Синонимы
- Salamandra ter-digitata Lacépède, 1788
- Salamandra ter-digitata Bonnaterre, 1789
- Salamandra tridactyla Daudin, 1803
- Molge tridactyla Merrem, 1820
- Triton tridactylus Schinz, 1822
- Salamandra imperati Costa, 1828
- Salamandrina terdigitata Dunn, 1918